# Kamienica (powiat kłodzki)
Kamienica (niem. Kamnitz) – wieś łańcuchowa w Polsce położona w województwie dolnośląskim, w powiecie kłodzkim, w gminie Stronie Śląskie, w dolinie rzeki Kamienica w Masywie Śnieżnika.

## Położenie
Kamienica to wieś łańcuchowa o długości około 3 km, leżąca w dolinie rzeki Kamienica, na wysokości około 600–700 m n.p.m.

## Podział administracyjny
W latach 1975–1998 miejscowość administracyjnie należała do województwa wałbrzyskiego.

## Historia
Wieś została założona w 1596 roku w celu prowadzenia wyrębu lasu i przetwórstwa drewna. Na przełomie XV i XVI wieku prowadzono w niej wydobycie rudy żelaza dla lokalnej kuźnicy. W dokumentach z 1631 roku wymieniana jest jako Camnitz. W XVII i XVIII wieku wieś była ośrodkiem tkactwa. Jako część tzw. klucza strońskiego od 1684 roku stała się własnością Michała von Althanna. W XVIII wieku przeszła w ręce rodu Wallisów i Mutiusów, a w 1838 roku Marianny Orańskiej. W roku 1840 we wsi było: 58 budynków, dwa tartaki, młyn wodny i wytwórnia potażu. 
W XIX i XX wieku funkcjonowała również jako wieś letniskowa znana ze sportów zimowych. Celem modnych wycieczek była od 1866 roku książęca leśniczówka, która była chętnie odwiedzana w drodze na Śnieżnik. W 1939 roku liczyła 583 mieszkańców. Po 1945 roku znacznie podupadła. Została zasiedlona tylko w niewielkiej części. Po 60 latach od wymiany narodowościowej liczba ludności nie sięgała nawet 10% poprzedniego stanu. Mieszkańcy w dalszym ciągu utrzymywali się z pracy w lesie. Do końca lat 90. XX wieku we wsi istniała strażnica Sudeckiej Brygady Wojsk Ochrony Pogranicza. Według Narodowego Spisu Powszechnego (III 2011) posiadała tylko 64 mieszkańców.
We wsi w 1947 urodził się Daniel Lech Kłosek – polski wokalista.

## Współczesność
Poprawę atrakcyjności wsi przyniosło otwarcie 20 grudnia 2002 na stoku Zawady stacji narciarskiej. Od tego czasu rozwija się tu zaplecze noclegowo-gastronomiczne. Powstał również posterunek GOPR oraz Browar Kamienica. 

## Turystyka i sport
Stacja Narciarska Kamienica posiada obecnie 4 wyciągi i około 1500 m naśnieżanych i oświetlonych tras zjazdowych poprowadzonych w dwie przeciwległe strony wzniesienia. W pobliskiej wsi Nowa Morawa znajduje się pojedynczy wyciąg narciarski Nowa Morawa o długości 410 m, sztucznie oświetlony i ratrakowany.
Przez Kamienicę przechodzą dwa szlaki turystyczne:
- z Bolesławowa do Głębokiej Jamy na granicy polsko-czeskiej,
- z Nowej Morawy do Schroniska na Śnieżniku[4].